# Oude Aker-kerk
De Oude Aker-kerk (Noors: Gamle Aker kirke) is het oudste gebouw in de Noorse hoofdstad Oslo; het is de kerk van de in 1861 opgerichte parochie Gamle Aker.    

## Geschiedenis
De kerk werd destijds op het landgoed Aker gebouwd en voor het eerst in 1080 vermeld. Waarschijnlijk was het koning Olaf III die opdracht tot de bouw gaf. Voor de bouw van de basiliek met een koor, kapel, dwarsschip en apsis werd kalksteen uit de buurt aangewend. 
Tussen 1186 en de reformatie behoorde de kerk tot een nonnenklooster van de Benedictijnse orde. In 1587 viel het kerkgebouw toe aan de vesting Akershus, tussen 1723 en 1849 kwam het kerkgebouw in particuliere handen en ten slotte werden de gemeente Aker in 1849 en de stad Christiana in 1852 de eigenaar.

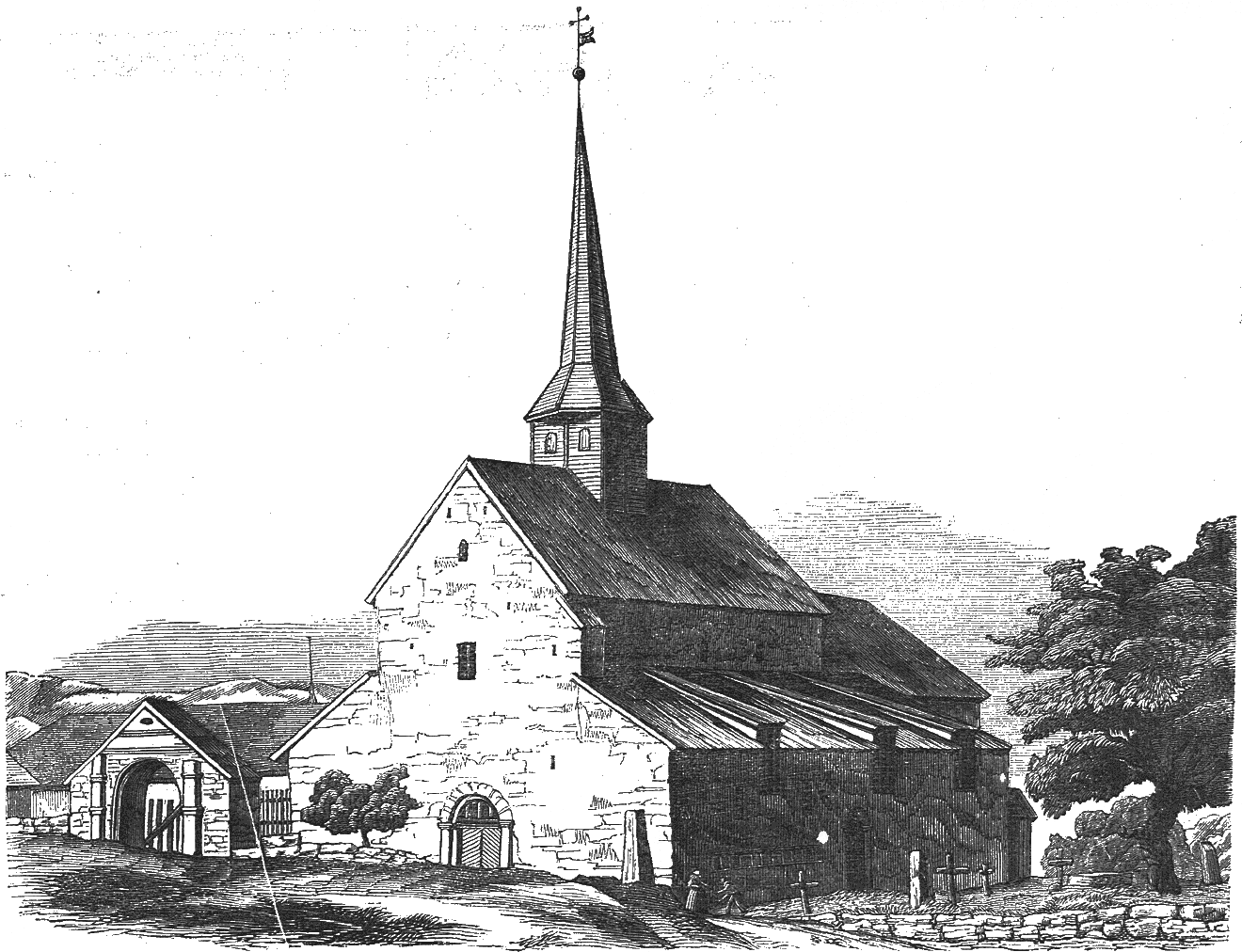
De kerk voor de 19e-eeuwse restauratie (1852)

Na een blikseminslag in 1703, waarbij het interieur, de oude klokken en de toren verloren gingen, raakte de kerk in verval. De gemeente Aker had in de 19e eeuw reeds het besluit genomen om de kerk te laten afbreken, maar de stadsuitbreiding van Christiana bracht de redding. De restauratie van het exterieur en de bouw van een nieuwe toren in de plaats van een kleine dakruiter vond in de jaren 1860 onder leiding van de Duitse architecten Heinrich Ernst Schirmer en Wilhelm von Hanno plaats. Het herstel van het interieur werd pas in de 20e eeuw uitgevoerd en volgde in de jaren 1950-1955.   
De kerk werd gebouwd over een oude zilvermijn, de Akersberg, die al in gebruik was sinds het begin van Vikingtijd. De mijnen worden vermeld in de Historia Norvegiae uit 1170 en gaven zeer waarschijnlijk de aanleiding tot de legendes over verborgen zilverschatten in de kerk en kerkers met draken.
Van 1886 tot zijn bekering tot het katholicisme in 1900 voerde hier de Noorse theoloog Knud Karl Krogh-Tonning zijn ambt uit.